# Matthias Joseph de Noël

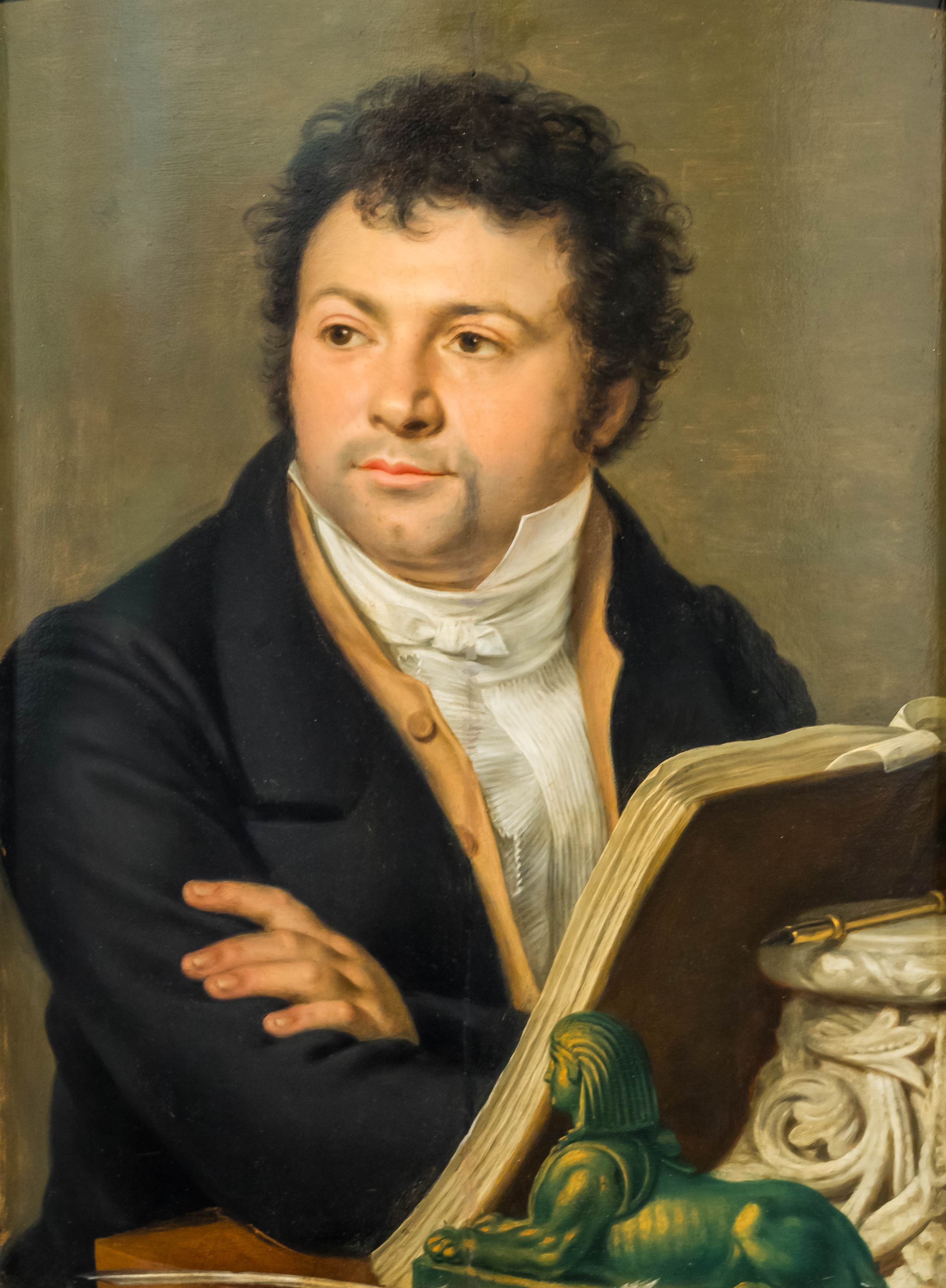
Matthias Joseph de Noël

Matthias Joseph de Noël (* 28. Dezember 1782 in Köln; † 18. November 1849 ebenda) war ein deutscher Kaufmann, Maler, Kunstsammler und Schriftsteller.

## Leben

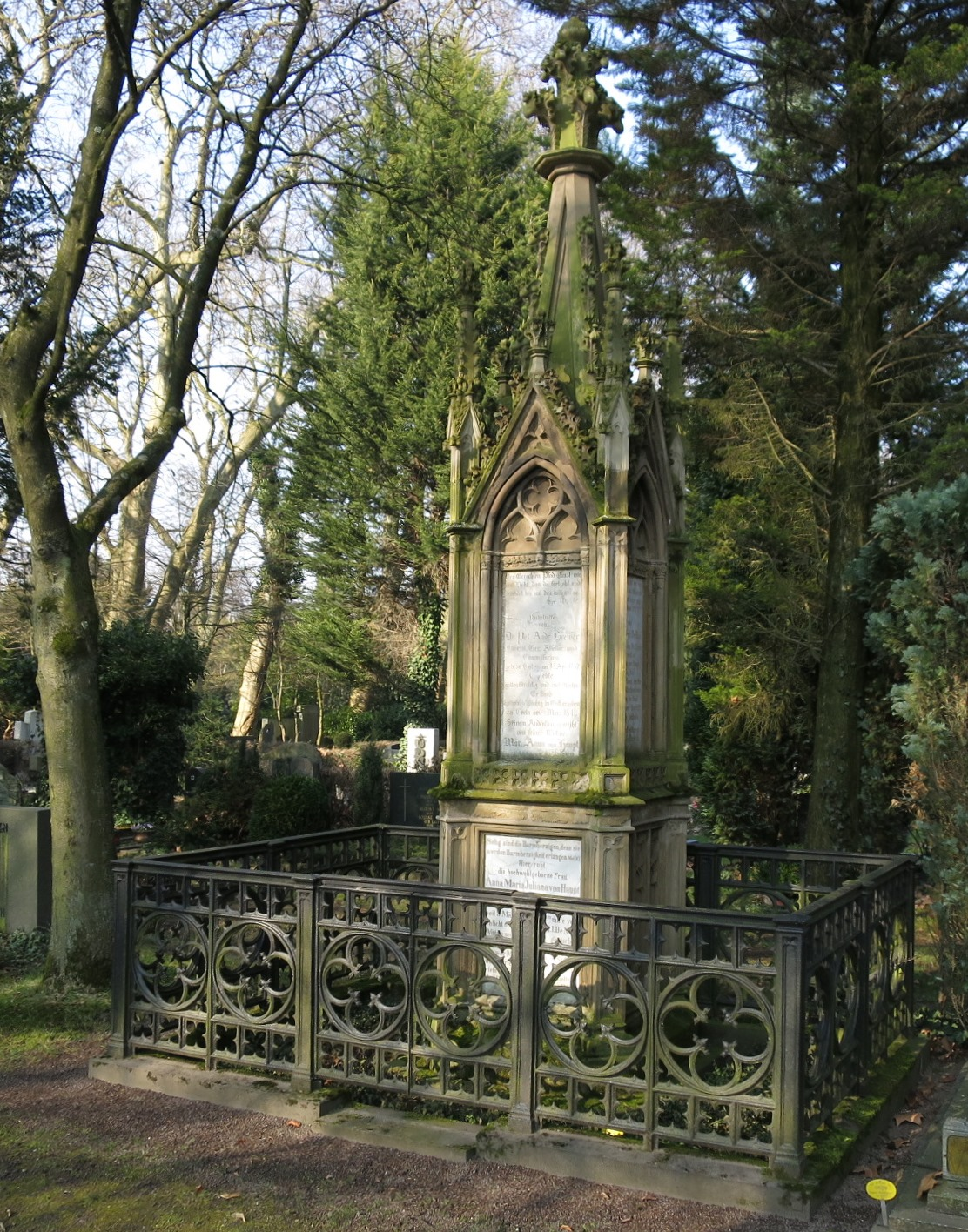
Grabstätte

Der 1782 in Köln geborene de Noël erlernte nach einer kaufmännischen Ausbildung in seiner Heimatstadt bei Egidius Mengelberg und Caspar Arnold Grein das Zeichnen sowie die Ölmalerei bei Benedikt Beckenkamp. Nach dieser Ausbildung verbrachte er längere Zeit in Rom und Paris, um sich dort ganz der Malerei zu widmen.
Nach dem Tod seines Vaters kehrte de Noël nach Köln zurück, um das Geschäft seiner Eltern weiterzuführen. 1828 wurde er Konservator des ersten städtischen Museums von Köln, dem Wallrafianum, das spätere Kölner Wallraf-Richartz-Museum. Dort übernahm er vom Kurator Fuchs die Pflege der der Stadt Köln vermachten Hinterlassenschaft seines Freundes Ferdinand Franz Wallraf. Seine eigene umfangreiche Kunstsammlung wurde später zum Grundstock des Kölner Kunstgewerbemuseums.
Als Schriftsteller und Mitglied der Olympischen Gesellschaft Köln wirkte er bei der Erneuerung des Kölner Karnevals mit, die auch 1823 zur Gründung der „Großen Carnevals-Gesellschaft“ (heutige: Die Grosse von 1823) führte. Die Initiative ging auch von weiteren Mitgliedern der Olympischen Gesellschaft Köln, Ferdinand Franz Wallraf und deren Freundeskreis sowie Mitgliedern des Literaturkränzchens, die die Ideen für die Festgestaltung lieferten, aus. Hierzu gehörten u. a. Ernst Weyden, Christian Samuel Schier, Johann Baptist Rousseau, Wilhelm Smets, Johann Baptist Farina und Emanuel Ciolina Zanoli. Ab dem Folgejahr trafen sich die Mitglieder der Grossen Carnevals-Gesellschaft jährlich um Neujahr zu einer Generalversammlung, um aus ihren Reihen ein „Festordnendes Comitée“ zu wählen, das die Organisation des folgenden Karnevalsfestes übernehmen sollte.

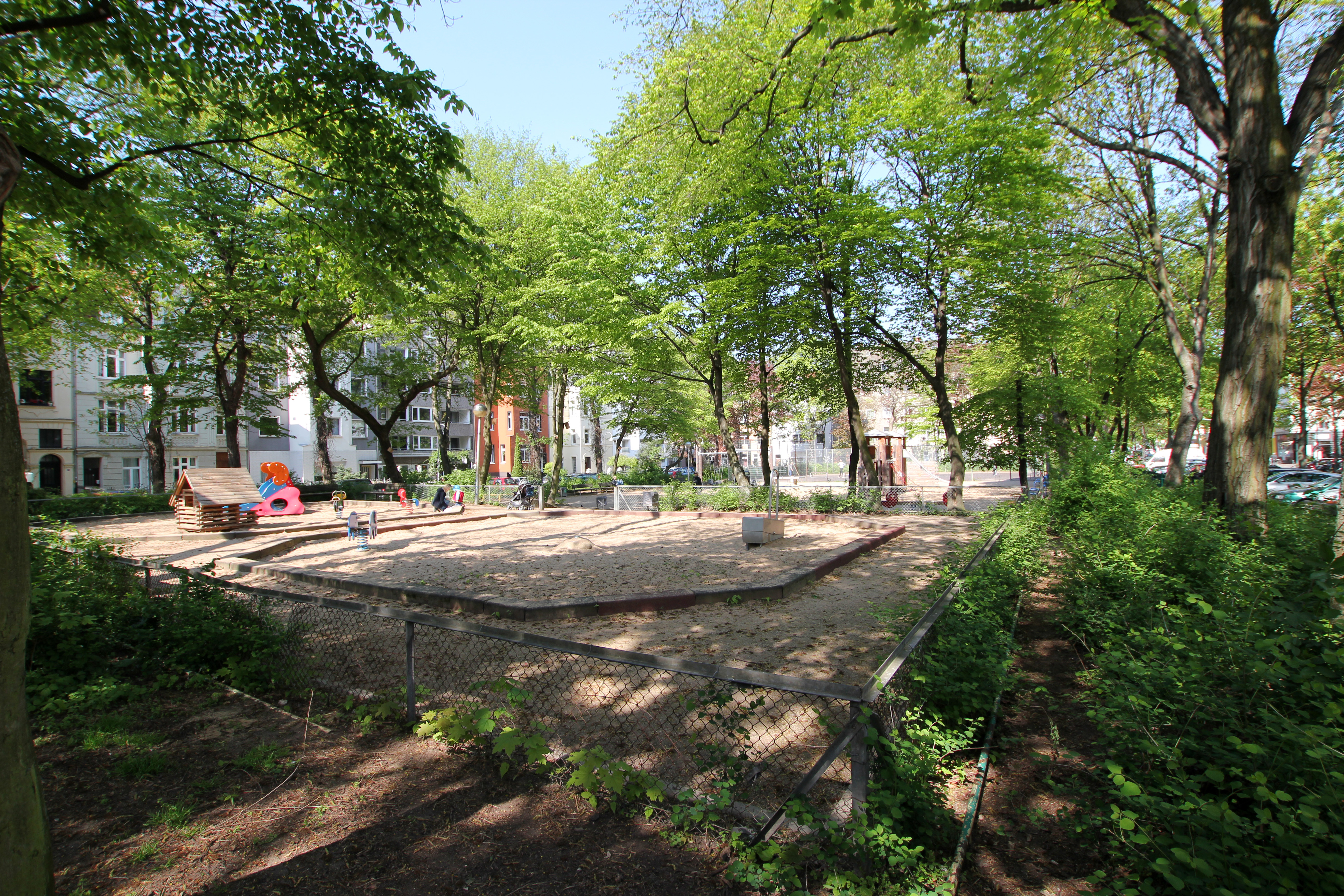
De-Noël-Platz, Köln-Sülz

 Zudem ist er als einer von drei Autoren für den kunsthistorischen Teil des ersten Kölner Stadtführers von 1828 verantwortlich. Matthias Joseph de Noël starb im November 1849 und wurde in Köln auf dem Melaten-Friedhof (Lit. D) begraben. Im Stadtteil Köln-Sülz wurde der De-Noël-Platz nach ihm benannt.

## Werke
- Der Dom zu Köln. Historisch-archäologische Beschreibung. 2., vermehrte Auflage. DuMont-Schauberg, Köln 1837 (Digitalisat)
- Ausgewählte Gedichte. In: Hermann Marggraff: Hausschatz der deutschen Humoristik. E. Wengler, Leipzig 1858, S. 244–253 (Digitalisat)